# 尼斯条约
尼斯条约（Treaty of Nice），全称修改欧洲联盟条约、建立欧洲各共同体诸条约和某些附件的尼斯条约（Treaty of Nice amending the Treaty on European Union, the Treaties establishing the European Communities and certain related acts），为欧盟历史上的一个重要条约。2001年2月26日，欧盟会员国领导人正式签署尼斯条约。2003年2月1日，尼斯条约正式施行。
主要内容有，规定欧盟委员会委员数须少于27名；在欧盟理事会表决票数分配上，规定了按成员国人口数目分配表决票数的基本原则，此外扩大了“有效多数制”的应用范围，以提供欧盟决策效率。